# Elias Sunde
Elias Sunde, född den 2 oktober 1851, död den 2 juli 1910, var en norsk politiker, mångårig medlem av och ordförande i Kristiania stadsfullmäktige, medlem av Stortinget och flera utskott. Finansminister 1898-1903, generaldirektör och chef för statsbanorna sistnämnda år.